# 마이클 도븐
마이클 도븐(Michael Doven, 1959년 2월 18일 ~ )은 미국의 영화 프로듀서, 사진가, 배우이다.
미국에서 태어났다.

## 영화
- 펠리니를 찾아서 (2017년)
- 라스트 사무라이 (2003년)
- 미션 임파서블 2 (2000년)
- 아이즈 와이드 셧 (1999년)